# Flabellidae
Famille
Les Flabellidae constituent une famille de scléractiniaires (coraux durs dits coraux « bâtisseurs de récifs »). Il s'agit de coraux solitaires qui vivent dans des eaux profondes de zéro à 3 200 m. Ils sont parfois appelés coraux "chou-fleur".
En Atlantique Nord-Est, cette famille est indicatrice des écosystèmes marins vulnérables au niveau desquels la pêche de fond est interdite au-delà de 400 m de profondeur.

## Liste des genres
Selon World Register of Marine Species (19 juin 2015) :
- genre Blastotrochus Milne Edwards & Haime, 1848 — 1 espèce
- genre Falcatoflabellum Cairns, 1995 — 1 espèce
- genre Flabellum Lesson, 1831 — 41 espèces (+3 fossiles)
- genre Javania Duncan, 1876 — 11 espèces
- genre Monomyces Ehrenberg, 1834 — 2 espèces
- genre Placotrochides Alcock, 1902 — 4 espèces
- genre Placotrochus Milne Edwards & Haime, 1848 — 1 espèce
- genre Polymyces Cairns, 1979 — 3 espèces
- genre Rhizotrochus Milne Edwards & Haime, 1848 — 4 espèces
- genre Tortoflabellum Squires, 1958 †
- genre Truncatoflabellum Cairns, 1989 — 31 espèces

Selon Fossilworks (16 novembre 2018)
- Adkinsella
- Blastotrochus
- †Conosmilia Duncan, 1865
- Cycloflabellum
- Flabellum
- Gardineria
- Javania
- Monomyces
- Periplacotrochus
- Placotrochus
- Rhizotrochus
- Truncatoflabellum

## Galerie d'images

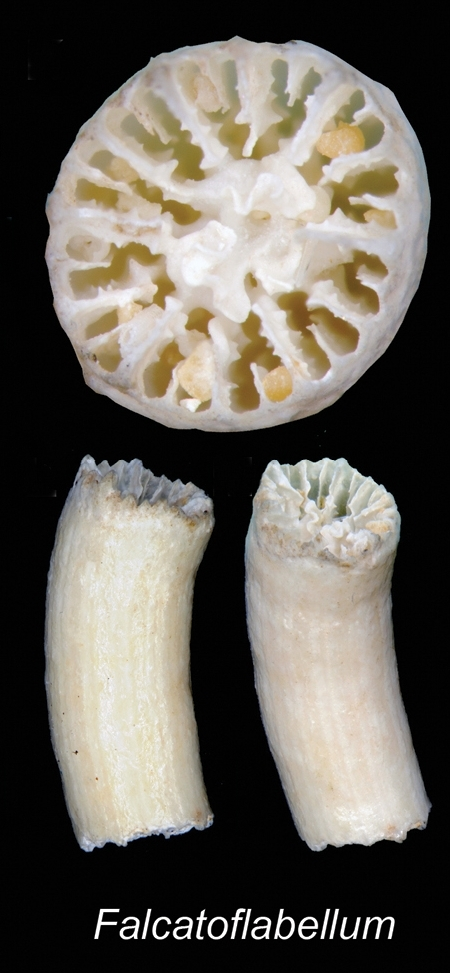
Falcatoflabellum raoulensis
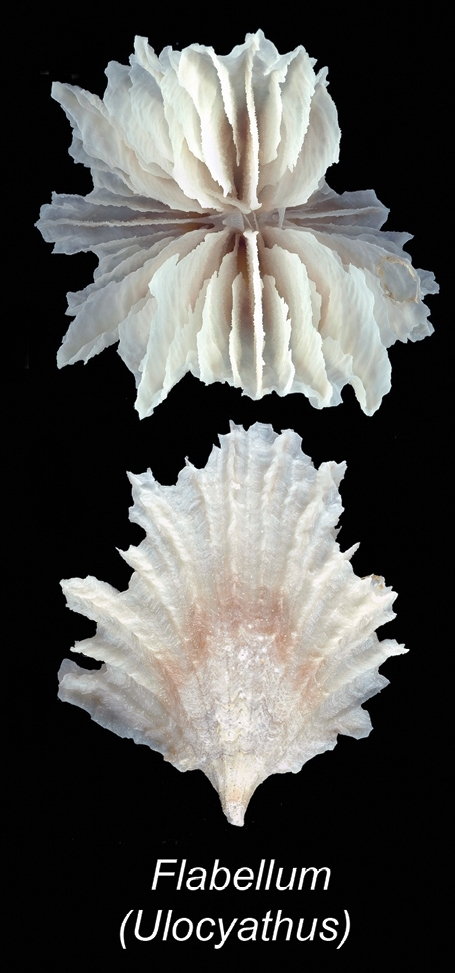
Flabellum messum
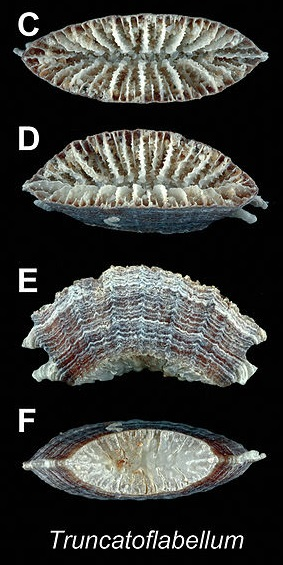
Truncatoflabellum sp.